# Charles-Louis Havas
Charles-Louis Havas, född 5 juli 1783 i Rouen, död 21 maj 1858 i Bougival, var en fransk journalist och affärsman. Han var grundaren av nyhetsbyrån Agence France-Presse, tidigare känd som Agence Havas.
Havas uppfann begreppet global nyhetsbyrå och en allmän, inspirerad av byråerna, Reuters och Associated Press.
Havas också var en pionjär inom området reklam.